# Роґалін (Великопольське воєводство)
Роґалін (пол. Rogalin) — село в Польщі, у гміні Мосіна Познанського повіту Великопольського воєводства.
Населення — 784 особи (2011).
У 1975-1998 роках село належало до Познанського воєводства.

## Демографія
Демографічна структура станом на 31 березня 2011 року:
|          | Загалом | Допрацездатний вік | Працездатний вік | Постпрацездатний вік |
| -------- | ------- | ------------------ | ---------------- | -------------------- |
| Чоловіки | 398     | 91                 | 280              | 27                   |
| Жінки    | 386     | 77                 | 255              | 54                   |
| Разом    | 784     | 168                | 535              | 81                   |